# Live from Neon Park
Albums de Little Feat
Ain't Had Enough Fun
(1995) Under the Radar
(1998)
Live from Neon Park est un album live de Little Feat, sorti le 18 juin 1996.

## Liste des titres
| 1.  | Introductions                                               |                        | 1:47  |
| 2.  | Two Trains                                                  | George                 | 5:43  |
| 3.  | Spanish Moon / Skin It Back                                 |                        | 10:23 |
| 4.  | Rock and Roll Everynight                                    |                        | 5:07  |
| 5.  | Down on the Farm                                            | Barrere, Barrere       | 6:23  |
| 6.  | Willin'                                                     | George                 | 5:41  |
| 7.  | Hate to Lose Your Lovin'                                    | Barrere, Fuller        | 4:21  |
| 8.  | Can't Be Satisfied / They're Red Hot (Hot Tamales) [Medley] | Johnson, Waters        | 4:49  |
| 9.  | Cadillac Hotel                                              | Payne, Wray            | 6:50  |
| 10. | Changin' Luck                                               | Fuller, Payne, Tackett | 7:22  |
| 11. | You're Taking Up Another Man's Place                        |                        | 6:54  |
| 12. | Oh, Atlanta                                                 | Payne                  | 5:35  |

| 1. | Texas Twister                        | Barrere, Kibbee, Payne, Tackett                | 5:17  |
| 2. | Fat Man in the Bathtub               | George                                         | 7:11  |
| 3. | Representing the Mambo               | Barrere, Park, Payne, Tackett                  | 7:51  |
| 4. | Long Distance Love                   | George                                         | 3:35  |
| 5. | Rad Gumbo                            | Barrere, Clayton, Gradney, Kibbee, Park, Payne | 3:54  |
| 6. | Dixie Chicken                        | George, Kibbee                                 | 17:28 |
| 7. | Feats Don't Fail Me Now              | Barrere, George, Kibbee                        | 7:49  |
| 8. | Sailin' Shoes                        | George                                         | 5:13  |
| 9. | Let It Roll / High Roller [Acoustic] |                                                | 12:07 |

## Personnel
| - Paul Barrere : guitare, chant - Sam Clayton : percussions, chant - Shaun Murphy : chant, percussions - Kenny Gradney : basse - Richard Hayward : batterie, chant - Bill Payne : claviers, chant - Fred Tackett : guitare, mandoline, trompette | - Craig Fuller : chant, guitare (sur Hate to Lose Your Lovin') - Inara George : chant (sur Sailin' Shoes) - Piero Mariani : percussions électroniques - Miles Tackett : guitare (sur Dixie Chicken) - Darrell Leonard : trompette - Joe Sublett : saxophone ténor - David Woodford : saxophones ténor et baryton |